# Korail

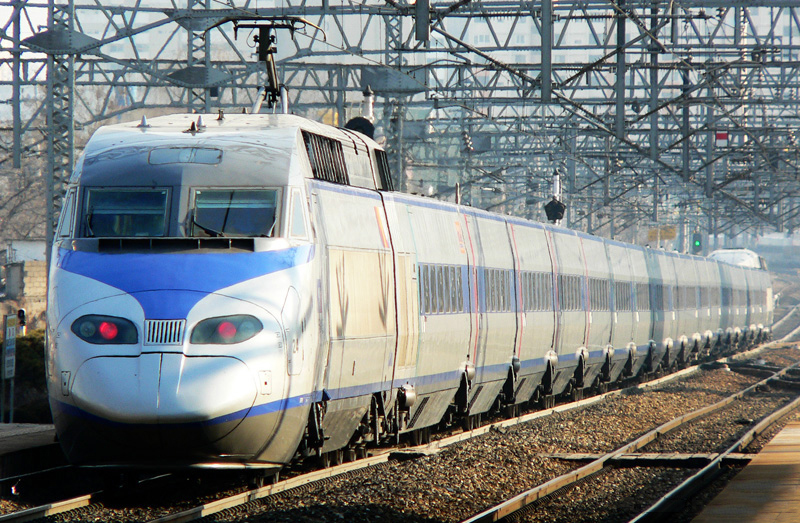
KORAIL KTX-I

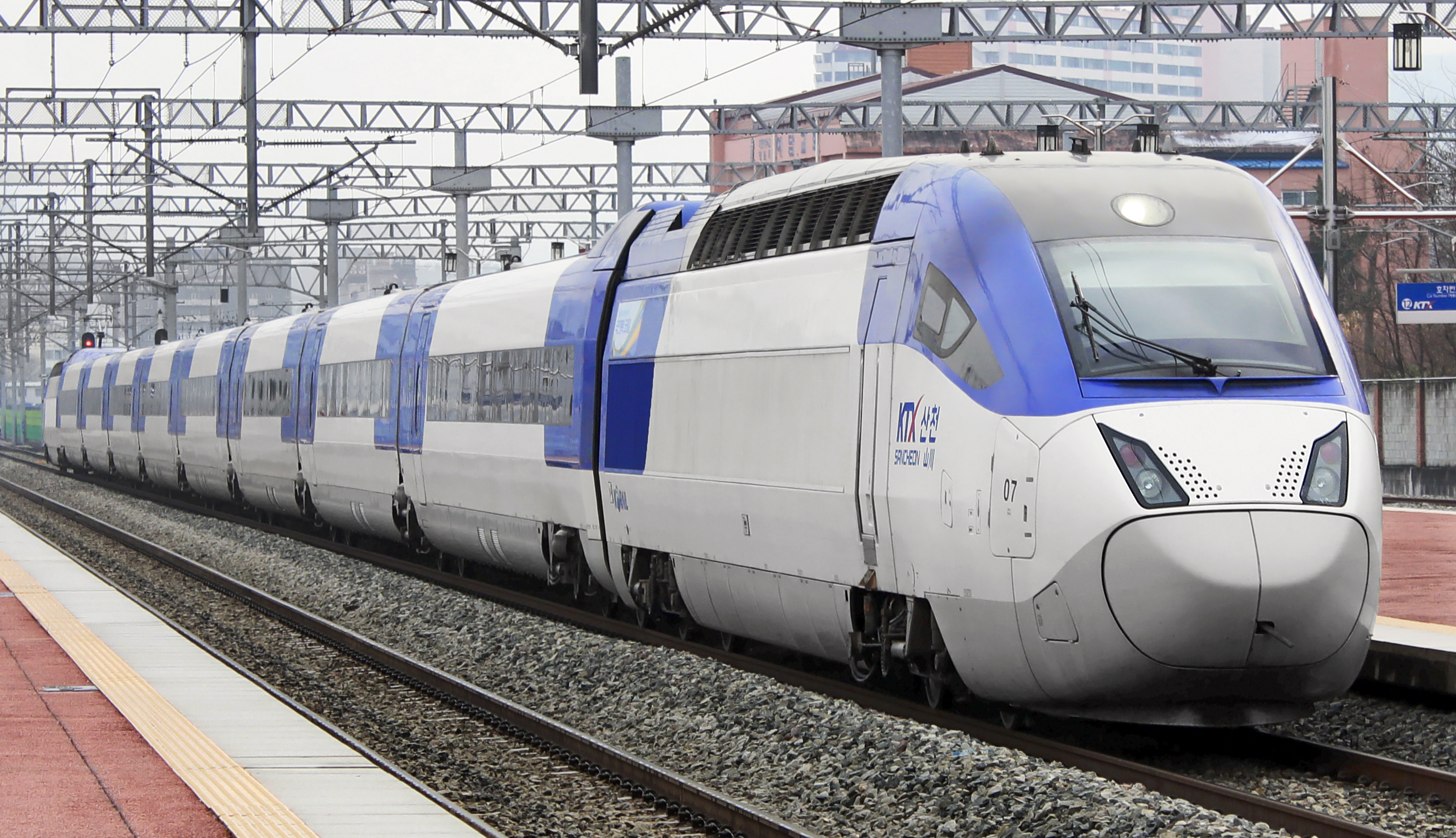
KORAIL KTX-Sancheon 110000 series

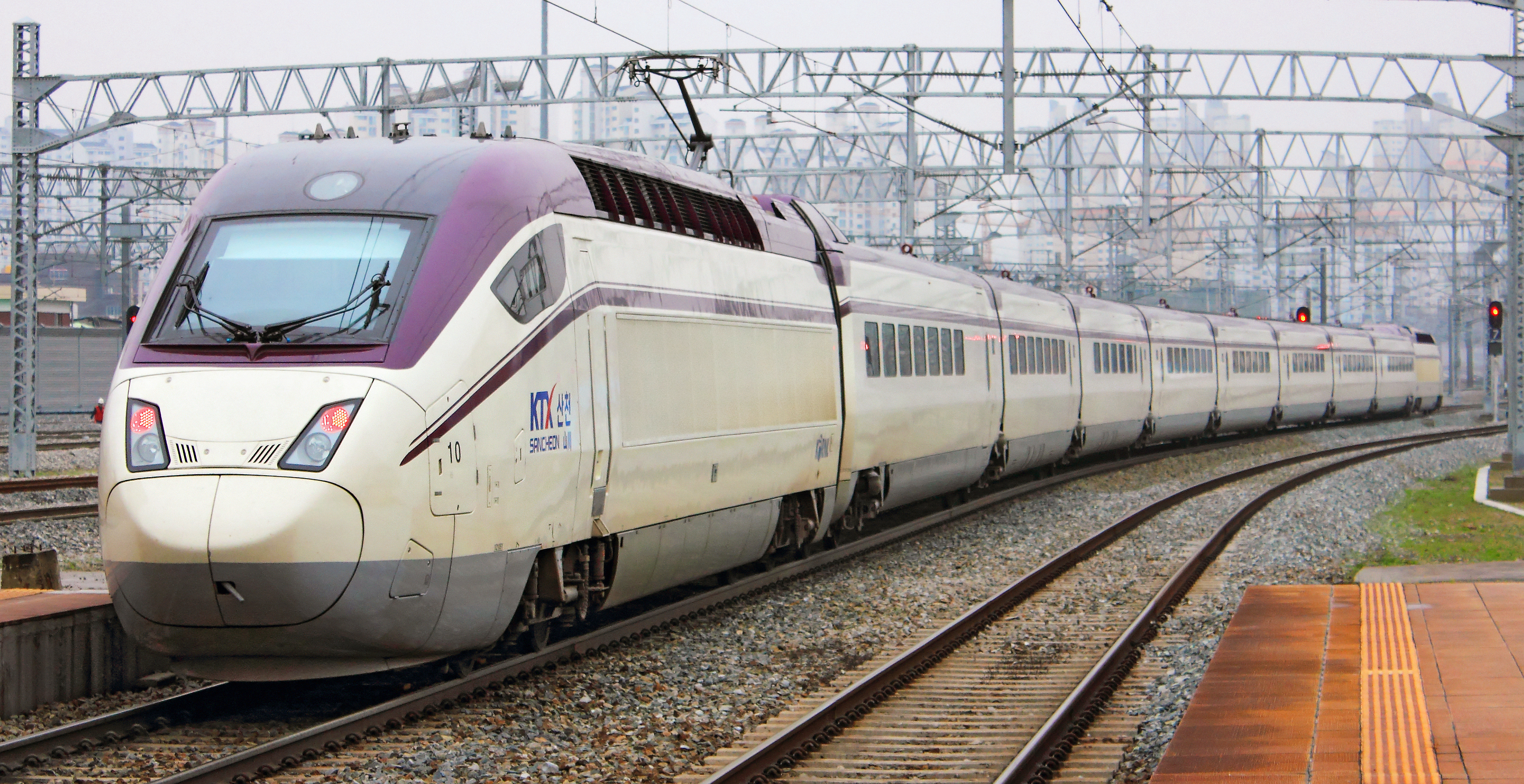
KORAIL KTX-Sancheon 120000 series

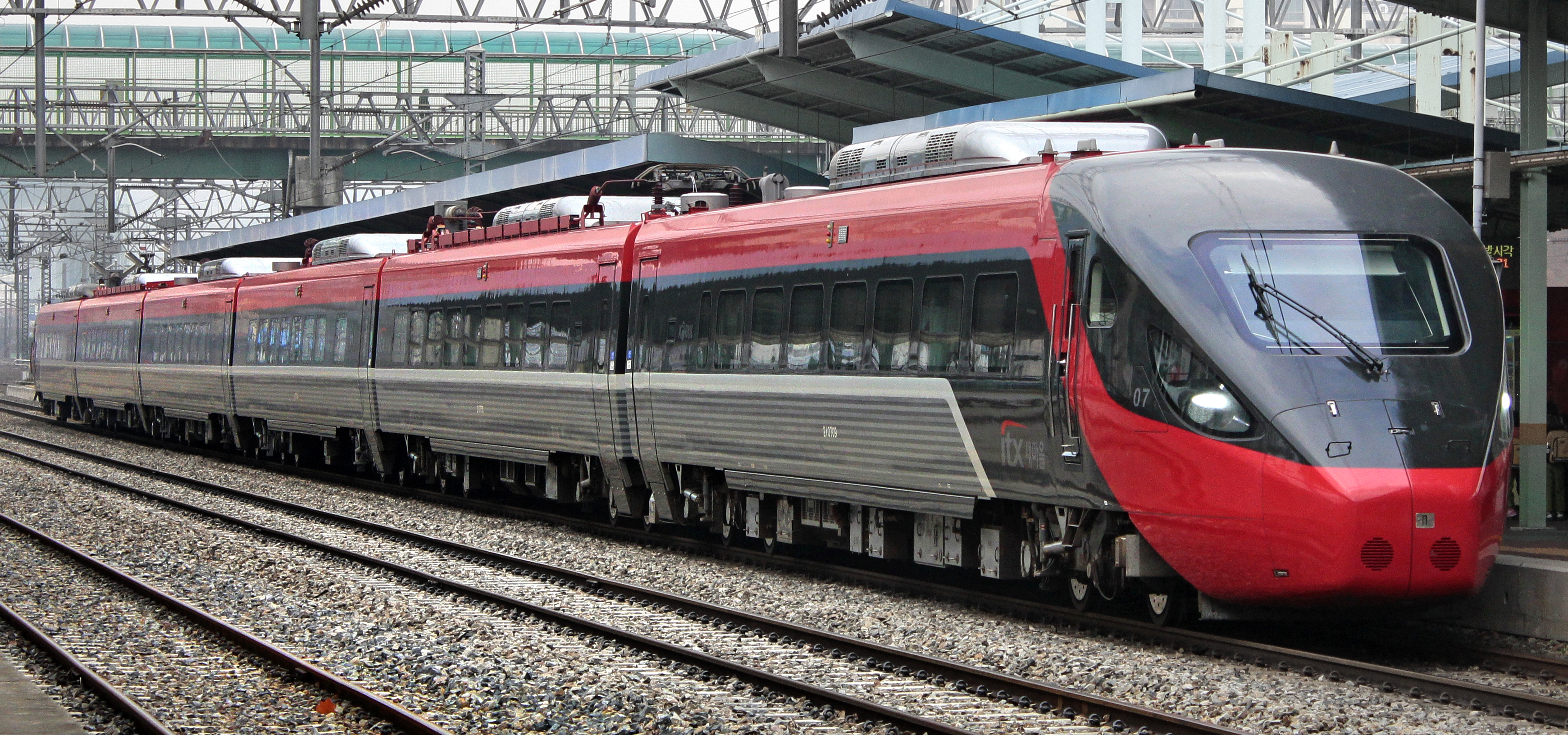
KORAIL ITX-Saemaeul

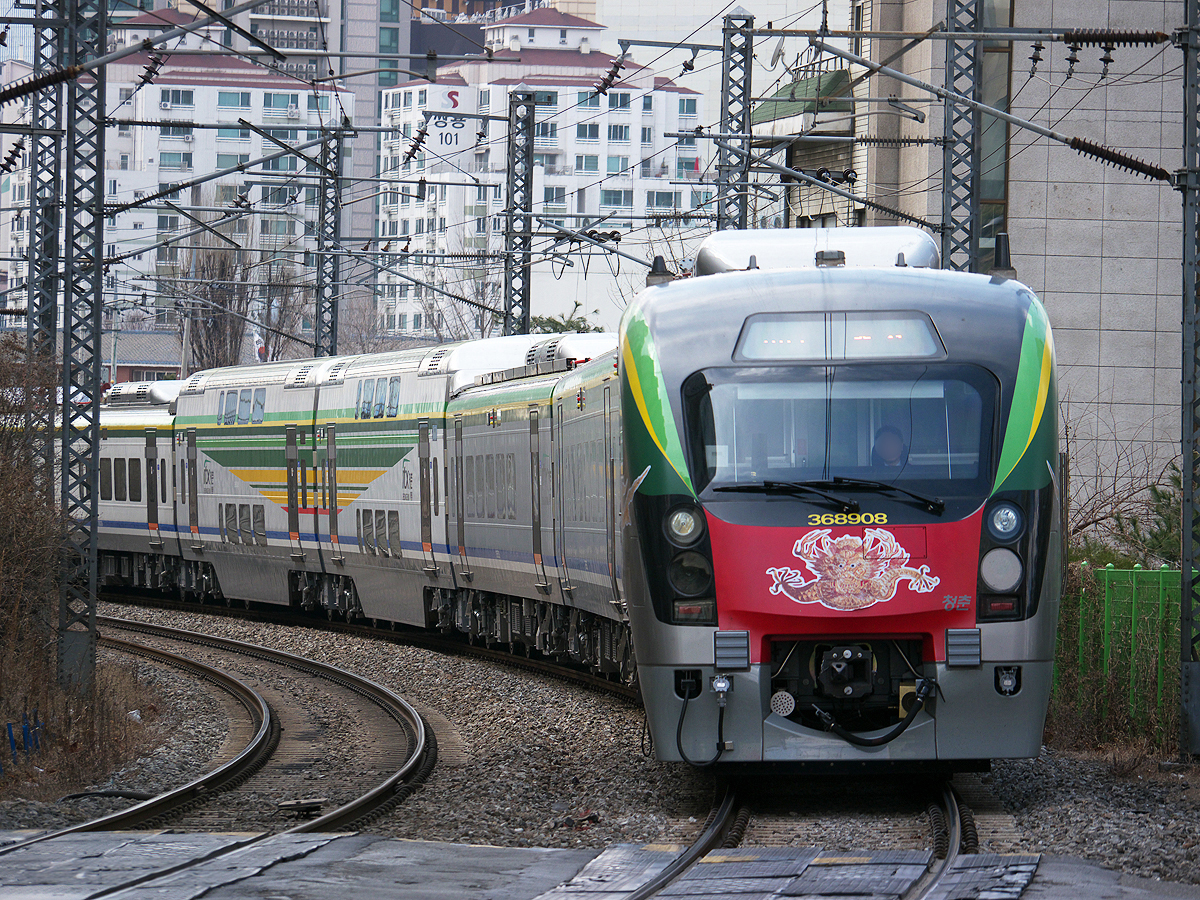
KORAIL ITX-Cheongchun

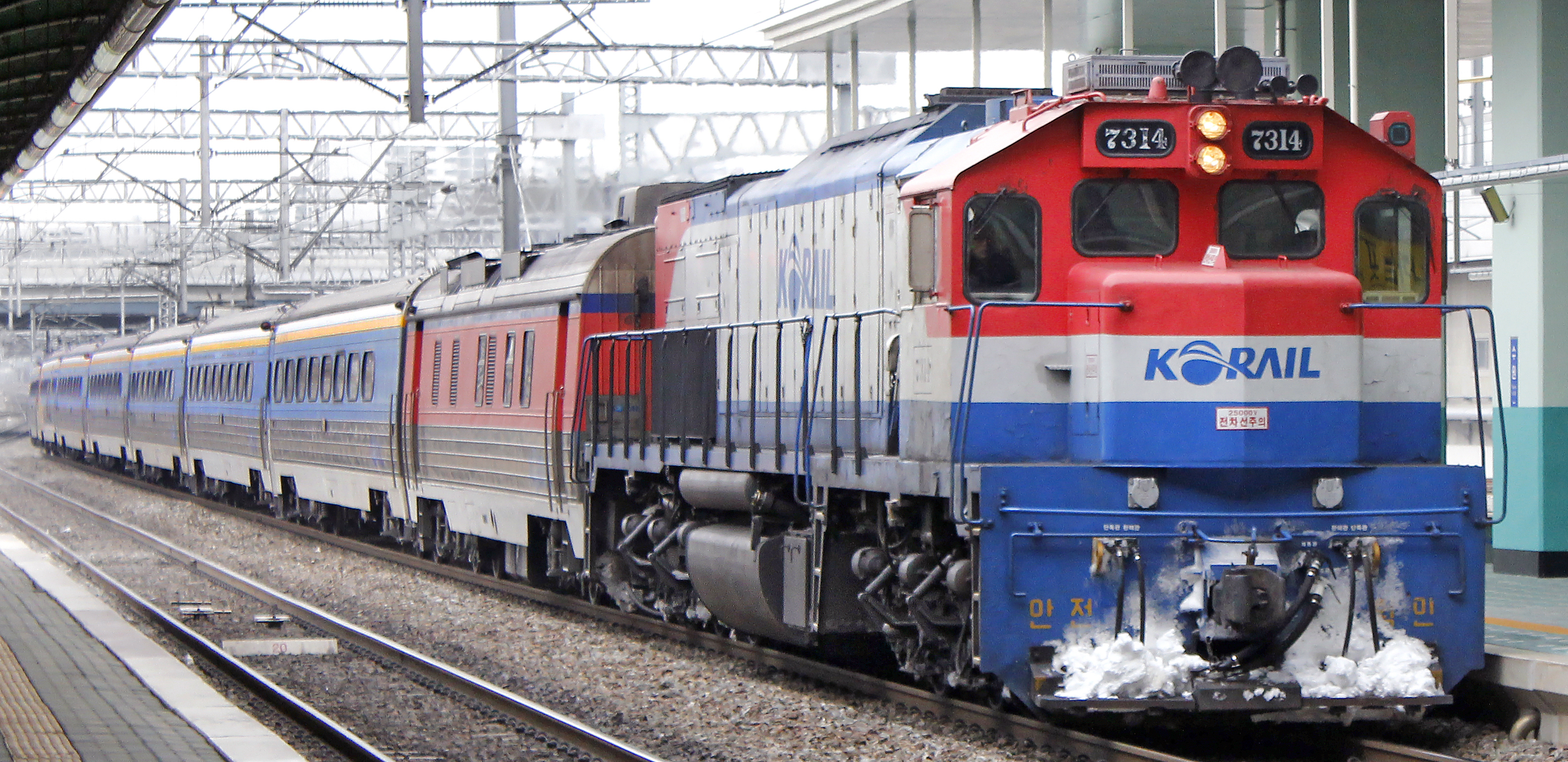
KORAIL Saemaeul-ho

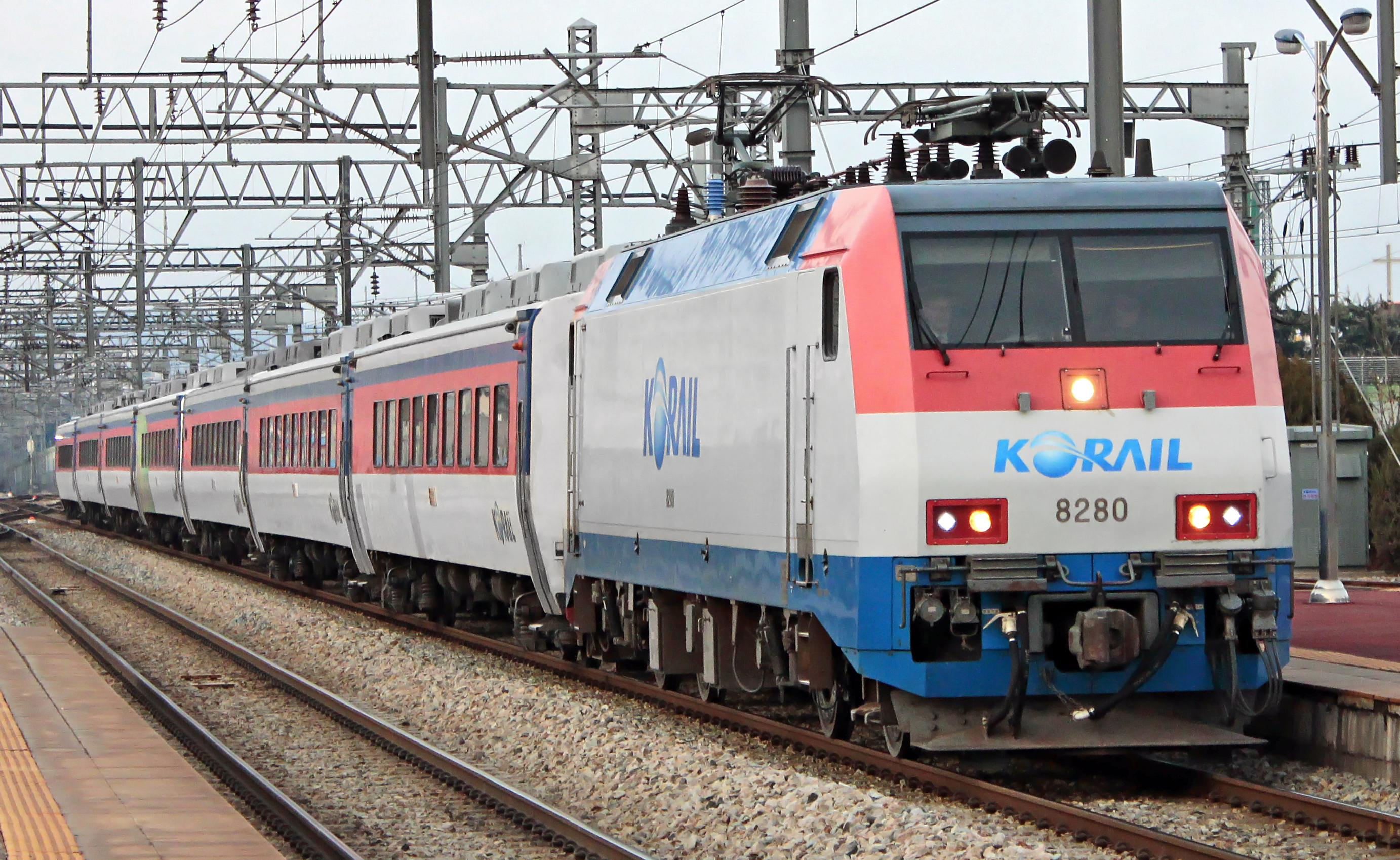
KORAIL Mugunghwa-ho

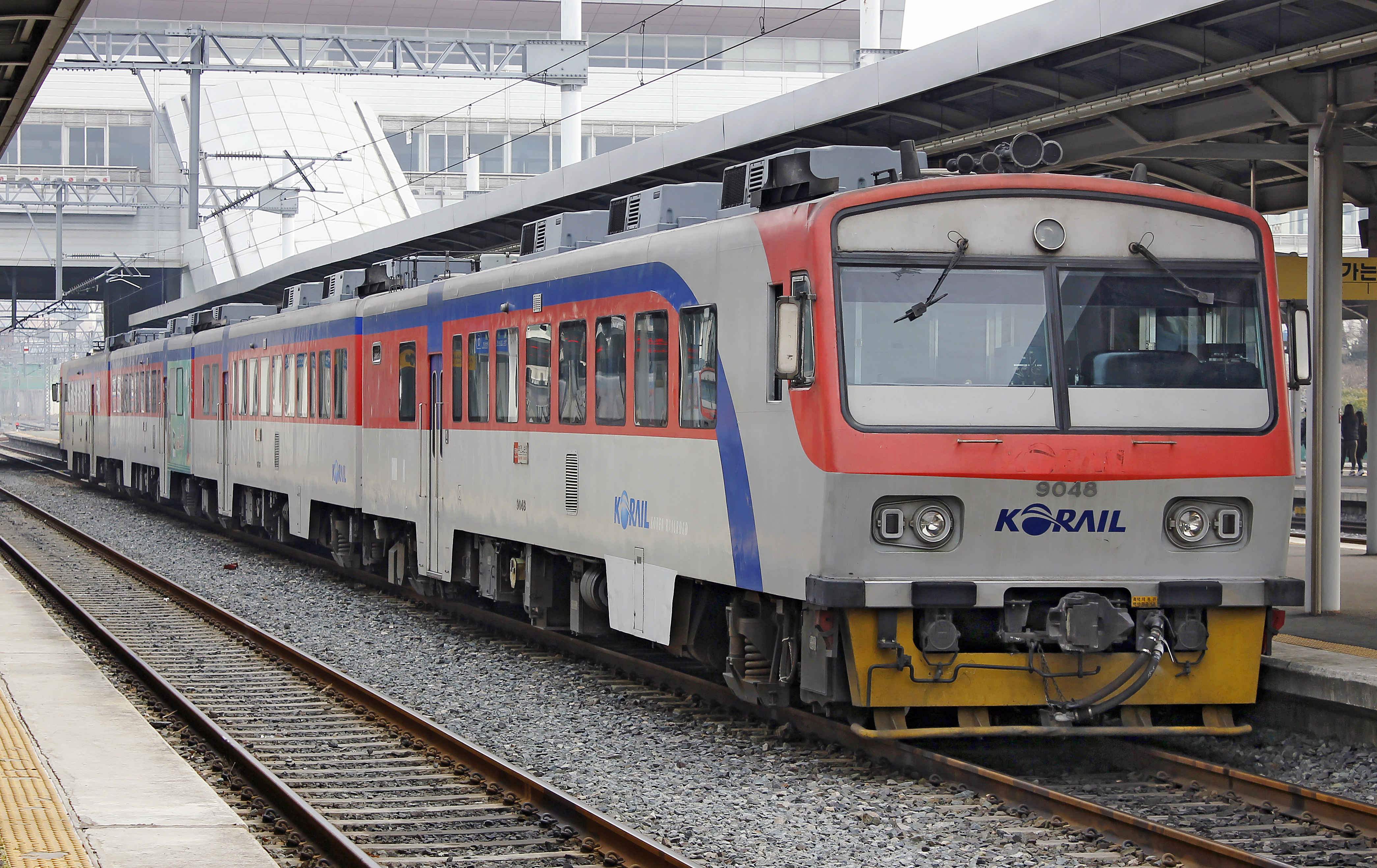
KORAIL Mugunghwa-ho DMU (RDC)

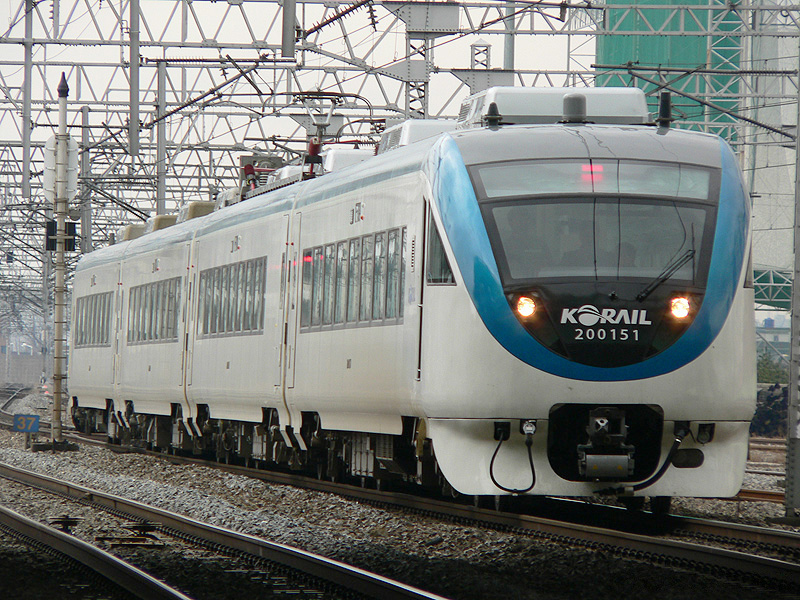
KORAIL Nuriro

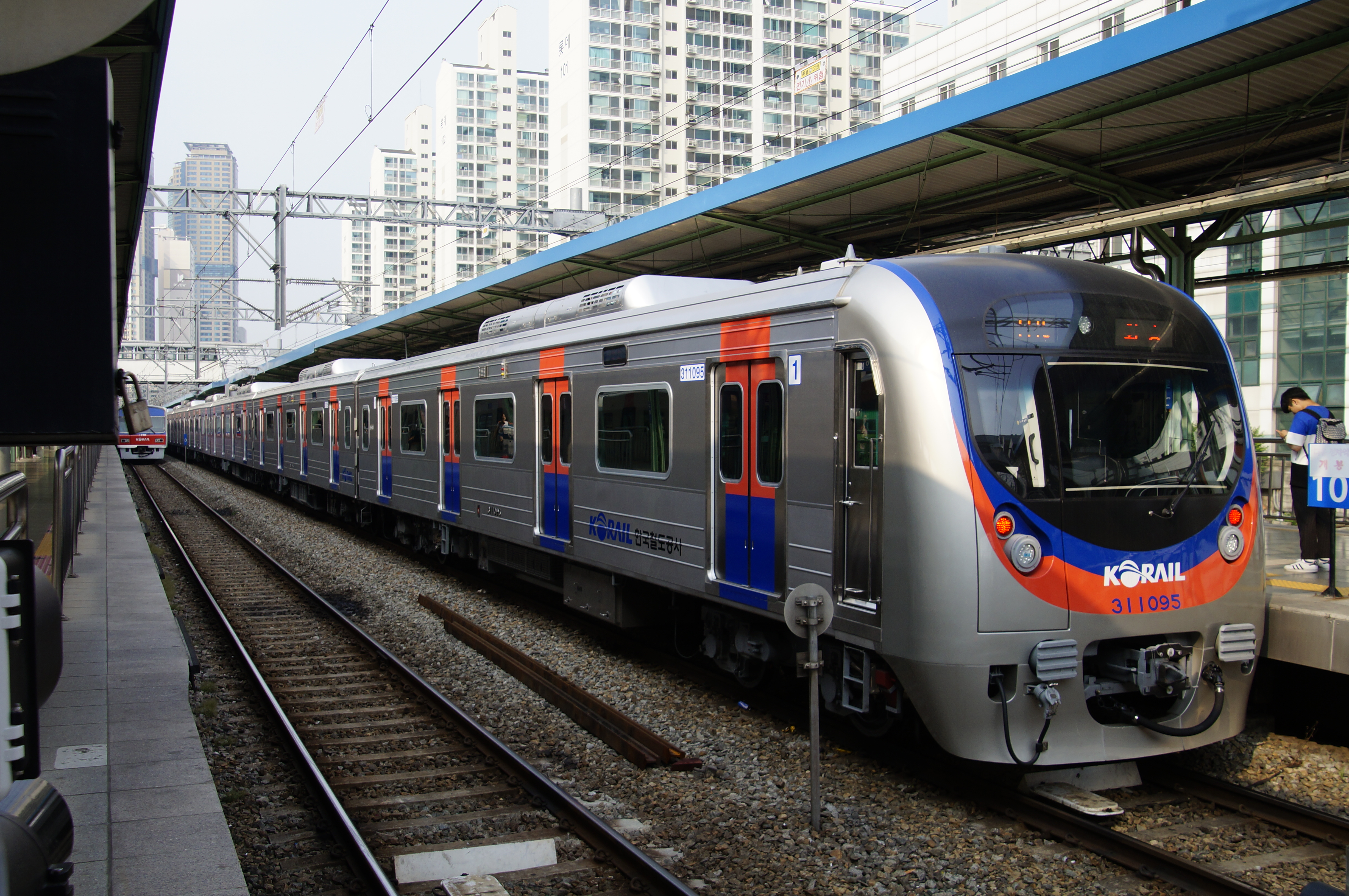
KORAIL 311000 series EMU

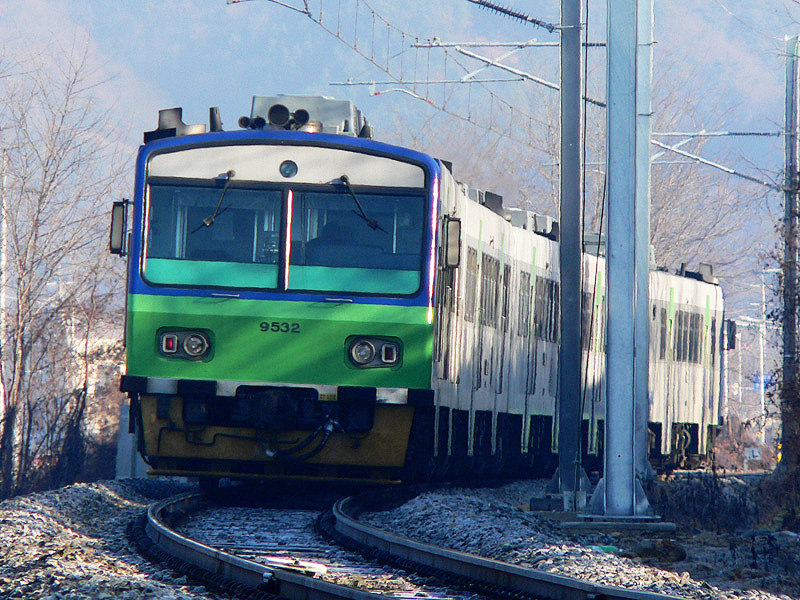
KORAIL Commuter train DMU (CDC)

Tổng công ty đường sắt Hàn Quốc (Tiếng Hàn: 한국철도공사, Hanja: 韓國鐵道公社, Hán-Việt: Hàn Quốc thiết đạo công xã), còn gọi là Korail (코레일), công ty quản lý đường sắt quốc gia ở Hàn Quốc.
Korail quản lý đường sắt, tàu điện ngầm, tàu liên tỉnh và tàu chở hàng ở Hàn Quốc. Trụ sở nằm tại Daejeon.

## Lịch sử
Trước đây nó có tên là Cục Quản lý đường sắt của Bộ giao thông vận tải được thành lập bởi chính phủ Hàn Quốc. Vào ngày 1 tháng 9 năm 1963, bureau trở thành một cơ quan được biết đến như là Đường sắt quốc gia Hàn Quốc (KNR). Vào năm 2003, KNR được đổi logo "Korail" thành màu xanh, nhưng cái tên "Korail" đã được đổi từ trước năm 2003. Vào ngày 1 tháng 1 năm 2005, KNR được chia thành Công ty đường sắt Hàn Quốc, tiếp nối quản lý đường sắt với tên và logo Korail. Năm 2013 Choi YeonHye được chỉ định làm nữ chủ tịch và CEO của Korail.

## Tuyến
Korail quản lý tất cả các tuyến đường dài ở Hàn Quốc cũng như các tuyến địa phương. Tuyến Gyeongbu là tuyến cao tốc song song, chạy giữa hai thành phố lớn, Seoul và Busan, là đường sắt du lịch xa nhất. Các tuyến chính khác bao gồm Tuyến Honam và Tuyến Jeolla, kéo dài đến vùng Jeolla, Tuyến Janghang và Tuyến Jungang.
Chính phủ Hàn Quốc đặt kế hoạch đầu tư $US 88 tỉ trên toàn hệ thống từ năm 2011 đến 2020, với mở rộng đường sắt đôi và điện khí hóa.
Danh sách tuyến đường sắt hiện nay với dịch vụ hành khách phổ biến như sau:
- Tuyến Gyeongbu 경부선: Seoul–Busan. Điện khí hóa toàn bộ với song ray.
  - Đường sắt cao tốc Gyeongbu 경부고속선: Seoul–Busan (Seoul–Daejeon và Okcheon–Chilgok trong giai đoạn đầu). Điện khí hóa toàn bộ với song ray tốc hành.
- Tuyến Honam 호남선: Daejeon–Mokpo. Điện khí hóa toàn bộ. 
  - Đường sắt cao tốc Honam 호남고속선: Osong–Gwangju Songjeong. Điện khí hóa toàn bộ với song ray tốc hành.
  - Tuyến Gwangju 광주선: Ga chính Gwangju Songjeong–Gwangju. Điện khí hóa toàn bộ với đơn ray trên tuyến nhánh, cho KTX và dịch vụ nội thành đến trung tâm Gwangju.
- Tuyến Jeolla 전라선: Iksan–Yeosu. Điện khí hóa toàn bộ với song ray.
- Tuyến Janghang 장항선: Cheonan–Iksan. Tuyến này trước đây kết thúc tại ga Janghang, nhưng mở rộng đến Iksan khi cây cầu giữa Janghang và Gunsan hoàn thành vào tháng 12 năm 2008. Trước đây tuyến Janghang và Gunsan được nhập lại thành tuyến Janghang mới.
- Tuyến Gyeongchun 경춘선: Seoul–Chuncheon. Tuyến điện khí hóa toàn bộ tái mở cửa vào năm 2010.
- Tuyến Jungang 중앙선: Seoul–Gyeongju. Điện khí hóa một phần với song ray.
- Tuyến Chungbuk 충북선: Jochiwon–Jecheon. Điện khí hóa toàn bộ với song ray. Tuyến này liên kết tuyến chính Gyeongbu và Jungang và trước đây đóng vai trò quan trọng trong vận chuyển hàng nặng.
- Tuyến Yeongdong 영동선: Yeongju–Gangneung. Điện khí hóa một phần. Tuyến miền núi ở Hàn Quốc.
- Tuyến Taebaek 태백선: Jecheon–Cheolam. Điện khí hóa toàn bộ, một đường tắt dẫn đến Gangneung.
  - Tuyến Jeongseon 정선선: Jeungsan–Auraji.
- Tuyến Gyeongbuk 경북선: Gimcheon–Yeongju.
- Tuyến Daegu 대구선: Daegu–Yeongcheon.
- Tuyến Donghae Nambu 동해남부선: Pohang–Busan.
- Tuyến Gyeongjeon 경전선: Gwangju–Samnangjin. Tuyến này kéo dài đến bờ biển phía Nam và dẫn đến vùng Jeolla và Gyeongsang.
- Tuyến Gyeongui 경의선: Munsan–Dorasan (gần DMZ).
- Tuyến Gyeongwon 경원선: Soyosan–Sintan-ri (gần DMZ)

### Tuyến đường sắt nội thành
Ngoài các dịch vụ vận chuyển hành khách đường dài và vận chuyển hàng, Korail còn quản lý tuyến đường sắt nội thành ở Seoul và Busan:

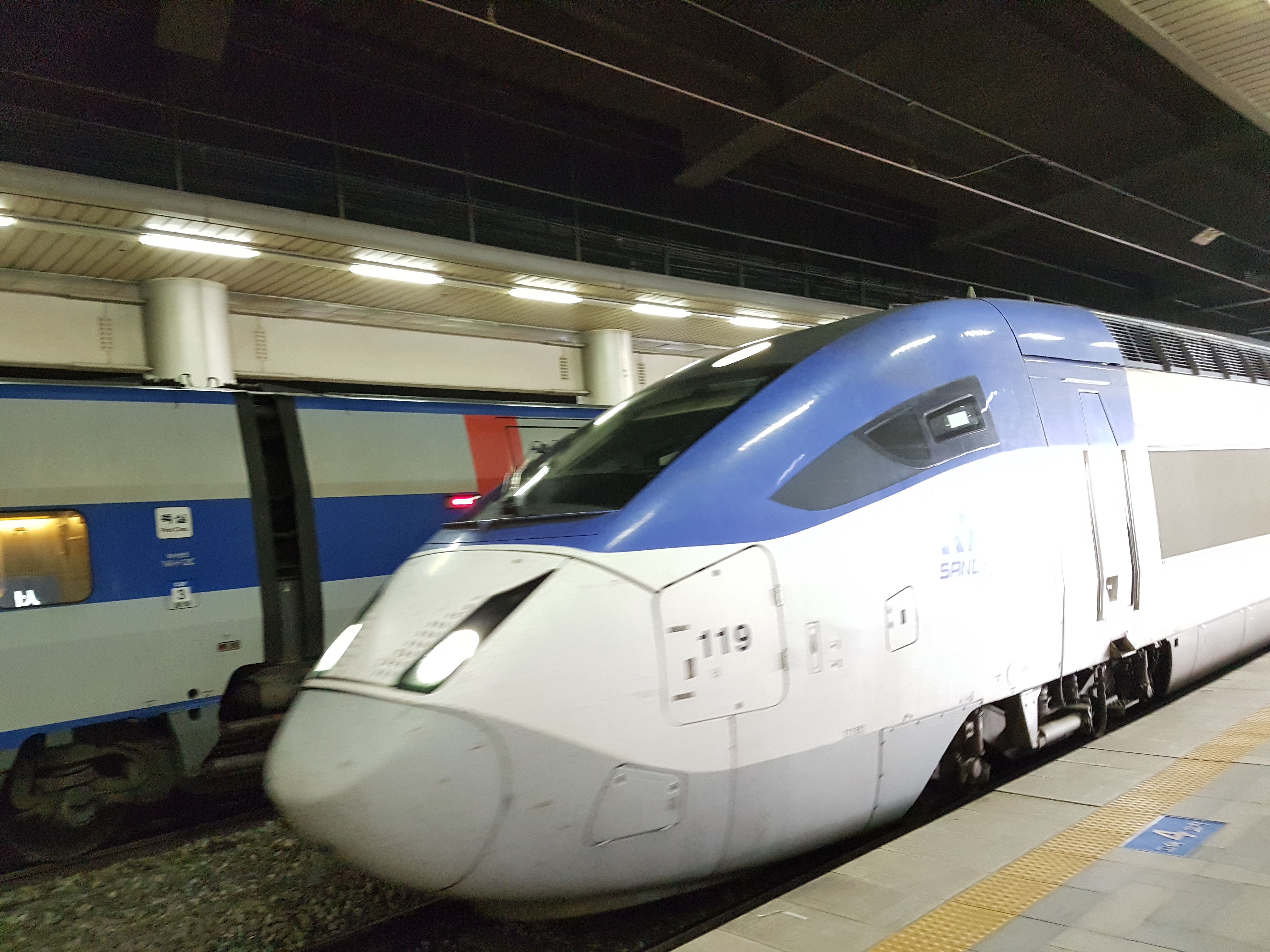
Phòng chờ KTX ở Ga Seoul

Seoul
 Tuyến 1
Tuyến Gyeongbu — (Namyeong–Cheonan) liên kết với tuyến 1
Tuyến Gyeongin (1900–) — trên mặt đất; (Guro–Incheon) liên kết với tuyến 1
Tuyến Gyeongwon — (Soyosan–Hoegi) liên kết với tuyến 1
Tuyến Janghang — (Cheonan–Sinchang) liên kết với tuyến 1
 Tuyến 3
Tuyến Ilsan (1996–) — một phần ngầm dưới đất; (Jichuk–Daehwa) liên kết với tuyến 3 (Tuyến này chỉ sử dụng DC 1,500V.)
 Tuyến 4
Tuyến Ansan (1988–) — trên mặt đất; (Geumjeong–Oido) liên kết với tuyến 4
Tuyến Gwacheon (1994–) — dưới lòng đất; (Seonbawi–Geumjeong) liên kết với tuyến 4
 Tuyến Bundang (1994–) — dưới lòng đất; (Wangsimni–Suwon)
 Tuyến Suin (2012–) — một phần ngầm dưới đất; (Suwon–Incheon)
 Tuyến Gyeongchun — (Seoul–Chuncheon)
 Tuyến Gyeongui–Jungang
Tuyến Gyeongui — (Seoul–Munsan) là một phần dịch vụ tuyến Gyeongui–Jungang
Tuyến Gyeongwon — (Hoegi–Yongsan) là một phần dịch vụ tuyến Gyeongeui–Jungang
Tuyến Jungang — (Cheongnyangni–Jipyeong) là một phần dịch vụ tuyến Gyeongeui–Jungang
Tuyến Yongsan — (Yongsan–Gajwa) là một phần dịch vụ tuyến Gyeongui–Jungang
 Tuyến Gyeonggang (2016–) — một phần ngầm dưới đất; (Pangyo–Yeoju)
Busan
 Tuyến Donghae — (Bujeon-Ilgwang) là một phần của tuyến Donghae
Korail bao gồm 104 nhà ga với 150 tàu. Trung bình 2.177.000 người sử dụng tàu của Korail mỗi ngày.

## Liên kết
- Website chính thức
- Đặt vé trực tuyến